# Giuliano Albarello
Giuliano Albarello (Cologna Veneta, 20 gennaio 1922 – Verona, 1981) è stato un calciatore italiano, di ruolo difensore.

## Caratteristiche tecniche
Giocava come terzino.

## Carriera
Dal 1939 al 1943 ha giocato quattro campionati di Serie C consecutivi nel Lanerossi Schio; successivamente ha anche vestito la maglia del Bassano.
Nella stagione 1946-1947 esordisce con la maglia dell'Hellas Verona, con cui mette a segno 2 reti in 35 presenze nel campionato di Serie B. Nella stagione successiva scende invece in campo in 12 partite (sempre in Serie B) senza mai segnare. A fine stagione si trasferisce in Serie C nel Marzotto, con cu gioca in terza serie durante la stagione 1948-1949. Rimane in Serie C nella squadra veneta anche durante la stagione 1949-1950 e la stagione 1950-1951; nella stagione 1951-1952 gioca 6 partite senza mai segnare con la maglia del Portogruaro, in Promozione.
In carriera ha giocato complessivamente 47 partite in Serie B.